# Војислав Андрић
Војислав Андрић (Ваљево, 18. мај 1953) српски је математичар и професор.

## Биографија
Војислав В. Андрић је рођен 1953. године у Ваљеву.
Основну школу и Ваљевску гимназију је завршио у Ваљеву. На Природно-математичком факултету Универзитета у Београду је дипломирао 1976. године. Магистрирао је 2001. године на Природно-математичком факултету Универзитета у Новом Саду, где је 2006. одбранио докторску дисертацију ’’Методичка трансформација садржаја о Диофантовим једначинама у настави математике у средњој школи”.
Највећи део своје професионалне каријере од 1975. до 2018. године (са извесним прекидима) реализовао је као професор и директор Ваљевске гимназије. Обављао је друге значајне пеофесионалне и волонтерске функције: у два наврата председник Заједнице гимназије Републике Србије; народни посланик, потпредседник Народне скупштине Републике Србије, министар за спорт СРЈ; један од утемељивача и председник УО Истраживачке станице Петнице; члан Националног просветног савета, председник КУД "Абрашевић" Ваљево, председник УО Модерне галерије Ваљево...
Од 1978. године активно учествује у раду Друштва математичара Србије, а од 2016. до 2021. године је био и председник Друштва математичара Србије.  У својој математичкој и педагошкој професији највише се бавио унапређивањем рада Ваљевске гимназије, усавршавањем учитеља и наставника математике и радом са ученицима обдареним за математику.
Имао успешну спортску каријеру у области рукомета, где је наступао за "Металопластику" из Шапца и ваљевске клубове "Металац" и "Крушик" (1969 - 1986). Био је председник Скупштине Рукометног савеза Србије, директор Супер рукометне лиге, председник Заједнице делегата РСС, члан УО РСС, а тренутно је председника савета ваљевског Меморијалног рукометног турнира "Никола Јевремовић Гужва".

## Образовање
- Докторирао из области методике математике на Природно-математичком факултету Универзитета у Новом Саду (2006).
- Магистрирао из области методике математике на Природно-математичком факултету Универзитета у Новом Саду (2001).
- Дипломирао на Природно-математичком факултету Универзитета у Београду, програмерско-кибернетски смер (1976).
- Ваљевску гимназију завршио (1971).
- Основну школу "Андра Савчић" у Ваљеву завршио (1967) [1]

## Професионална каријера
Професионална каријера:
- 1975 — 2022. г Бавио се радом са математичким талентима у Србији
- 1980 — 1997. г Организовао 16 зимских и 20 летњих школа младих математичара
- 1980 — 2003. г Организовао близу 30 републичких и савезних такмичења младих математичара
- 1986 — 2001. г Водио Републичку комисију која се брине о математичким такмичењима ученика основних школа
- 1992 — 2002. г Одговорни уредник “Математичког листа”
- 1986 — 1994. г Период највећег професионалног успеха – конституције Ваљевске гимназије у модерну, европску школу
- 1980 — 2005. г Укључен у рад Истраживачке станице у Петници као један од оснивача, предавача и стручних срадника
- 2002 — 2005. г Период поновног успона Ваљевске гимназије и успеха у наставном и ваннаставном раду, опремању и побољшању услова за                                                              рад
- 2005 — 2011. г. Професор математике, статистике и дискретне математике на Мегатренд универзитету у Београду [1]
- 2012 — 2014. г. Професор струковних студија на Високој пословној школи у Ваљеву
- 2014 — 2018. г. Професор и директор Ваљевске гимназије

#### Функције у области образовања:
- 2004 — 2005. г Председник Заједнице гимназија Србије
- 2003 — 2004. г Члан Просветног савета Републике Србије
- 1993 — 2001. г Председник Управног одбора Истраживачке станице Петнице
- 1990 — 1991. г Председник Републичког фонда за средње образовање
- 1986 — 1990. г Председник Заједнице гимназија Србије
- 1984 — 1986. г Председник Актива просветних саветника за математику Републике Србије [1]

#### Спортска каријера:
- 2011 — 2022. г  Председник савете Меморијалног рукометног турнира "Никола Јевремовић Гужва"
- 2009 — 2012. г. Председник заједнице делегата РСС
- 2007 — 2012. г. Директор Супер рукометне лиге Србије
- 1988 — 2001. г. Члан Управног одбора Рукометног савеза Србије
- 1996 — 1998. г. Председник Рукометног савеза Југославије
- 1992 — 1996. г. Председник РК “Металац” Ваљево1985 – 1988. г
- 1985 — 1987. г. Генерални секретар РК “Металац” Ваљево
- 1973 — 1974. г. Најбољи стрелац шабачке “Металопластике”
- 1966 — 1988. г Активан играч ваљевског "Металца" и шабачке “Металопластике” [1]

#### Кретање у служби:
- 2018. г Професор у пензији
- 2014 — 2018. г Професор и директор Ваљевске гимназије
- 2012 — 2014. г Професор струковних студија на Високој пословној школи у Ваљеву
- 2005 — 2011. г Професор математике и статистике на неколико факултета Мегатренд универзитет
- 2002 — 2005. г Директор и професор Ваљевске гимназије
- 2001 — 2003. г Савезни секретар за спорт и омладину
- 2000 — 2001. г Савезни министар спорта
- 1994 — 2001. г Директор Школе за математичке таленте “Интеграл”
- 1994 — 1997. г Потпредседник Народне скупштине Републике Србије
- 1986 — 1994. г. Директор и професор Ваљевске гимназије
- 1980 — 1986. г. Просветни саветник за математику у Заводу за унапређење васпитања и образовања у Ваљеву
- 1975 — 1980. г. Професор математике у Ваљевској гимназији [1]

## Дела
У области математике је објавио је 51 књигу (монографије, уџбеници, приручници, збирке, брошуре  - 19 ауторских и 32 коауторских) у преко  70 разних издања у тиражу од близу милион примерака, а уџбеници за основну школу су преведени на језике националних заједница. Објавио 40 стручних и научних радова и реализовао 41  саопштење на конференцијама и симпозијумима међународног нивоа. Имао  је 121 саопштење на семинарима и стручним скуповима у Србији, а реализовао преко 80  акредитованих семинара за наставнике у Србији. Учествовао као предавач у више од 60 летњих и зимских школа младих математичара и објавио је 44  текста за младе математичаре у часописима за младе. Тренутно је ангажован као руководилац Математичког клуба "Диофант" у Ваљеву, који има разгранате активности у области рада са младим математичарима, издавачкој делатности и на плану усавршавања наставника.

#### Монографије
Војислав Андрић: Диофантове једначине, Друштво математичара Србије, Београд, Ваљево 2008.

#### Стручн и научни радови
Војислав Андрић: Improving the Teaching of Mathematics at Serbian Faculties of Economics, Зборник радова са 12. Српског математичког конгреса, Нови Сад 2008.
Војислав Андрић: Михаило Петровић Аs a Pedagogue - Зборник радова са 12.
Српског математичког конгреса, Нови Сад 2008.
Војислав Андрић: РЕШАВАЊЕ ПРОБЛЕМА НА ВИШЕ НАЧИНА, Настава математике(бројЛИИ,1), страна 37-39, Београд 2007.
ВојиславАндрић: ЈЕДАН ПОГЛЕД НА АКТУЕЛНЕ ПРОБЛЕМЕ НАСТАВЕ МАТЕМАТИКЕ У СРБИЈИ Зборник радова ”Уџбеник и савремена наства” – Завод за уџбенике Београд,
Страна 263–278, Београд 2007.
Војислав Андрић: РАД СА ДАРОВИТИМ У ТОКУРЕДОВНЕ НАСТАВЕ, Настава математике
(број VI,3-4), страна 35-39, Београд 2006.
Војислав Андрић: МЕТОДИЧКА ТРАНСФОРМАЦИЈА САДРЖАЈА О ДИОФАНТОВИМ ЈЕДНАЧИНАМА У СРЕДЊОЈ ШКОЛИ (докторска дисертација )- Нови Сад 2006.
Војислав Андрић: МЕТОДИЧКА ТРАНСФОРМАЦИЈА САДРЖАЈА ОД ИОФАНТСКИМ ЈЕДНАЧИНАМА У ОСНОВНОЈ ШКОЛИ (магистарски рад) – Нови Сад 2001.

#### Уџбеници
Војислав Андрић, Ђорђе Дугошија, Вера Јоцковић, Владимир Мићић: Математика за 8. Разред основне школе, Завод за уџбенике, Београд 2010.
Војислав Андрић, Ђорђе Дугошија, Вера Јоцковић, Владимир Мићић: Математика за 7. Разред основне школе, Завод за уџбенике, Београд 2009.
Војислав Андрић, Ђорђе Дугошија, Вера Јоцковић, Владимир Мићић: Математика за 6. разред основне школе, Завод за уџбенике, Београд 2008.
Војислав Андрић, Ђорђе Дугошија, Вера Јоцковић, Владимир Мићић: Математика за 5. разред основне школе, Завод за уџбенике, Београд 2007.

#### Збирке задатака
Војислав Андрић, Ђорђе Дугошија, Вера Јоцковић, Владимир Мићић: Збирка задатака из математике за оне који желе и могу више за 8. разред основне школе, Завод за уџбенике Београд 2011.
Војислав Андрић, Ђорђе Дугошија, Вера Јоцковић, Владимир Мићић: ЗБИРКА ЗАДАТАКА ИЗ МАТЕМАТИКЕ ЗА 8. РАЗРЕД ОСНОВНЕ ШКОЛЕ, Завод за уџбенике, Београд 2010.
В. Андрић, И. Томић, Р. Ковачевић: ЗБИРКА ЗАДАТАКА ЗА ДОДАТНУ НА СТАВУ МАТЕМАТИКЕ У 5. РАЗРЕДУ- Друштво математичара Србије, Београд 2010.
В. Андрић , Ђ. Баралић, Н. Вуловић, Д.Ђорић,....: 1000 ЗАДАТАКА СА МАТЕМАТИЧКИХ ТАКМИЧЕЊА (1991—2001) Друштво математичара Србије, Београд 2009.
Војислав Андрић, Ђорђе Дугошија, Вера Јоцковић, Владимир Мићић: ЗБИРКА ЗАДАТАКА ИЗ МАТЕМАТИКЕ ЗА 7. РАЗРЕД ОСНОВНЕ ШКОЛЕ, Завод за уџбенике, Београд 2009.
Војислав Андрић, Ђорђе Дугошија, Вера Јоцковић, Владимир Мићић: ЗБИРКА ЗАДАТАКА ИЗ МАТЕМАТИКЕ ЗА ОНЕ КОЈИ ЖЕЛЕ И МОГУ ВИШЕ ЗА 7. РАЗРЕД ОСНОВНЕ ШКОЛЕ, Завод за уџбенике Београд 2009.
Војислав Андрић, Ђорђе Дугошија, Вера Јоцковић, Владимир Мићић: ЗБИРКА ЗАДАТАКА ИЗ МАТЕМАТИКЕ ЗА 6. РАЗРЕД ОСНОВНЕ ШКОЛЕ, Завод за уџбенике, Београд 2008.
Војислав Андрић: МАТЕМАТИКА И ЗБИРКА ЗАДАТАКА ИЗ МАТЕМАТИКЕ ЗА ОНЕ КОЈИ ЖЕЛЕ И МОГУ ВИШЕ ЗА УЧЕНИКЕ И РАЗРЕДА 6. ОСНОВНЕ ШКОЛЕ, Друштво математичара Србије, Београд 2008.
Војислав Андрић, Ђорђе Дугошија, Вера Јоцковић, Владимир Мићић: ЗБИРКА ЗАДАТАКА ИЗ МАТЕМАТИКЕ ЗА ОНЕ КОЈИ ЖЕЛЕ И МОГУ ВИШЕ ЗА 6. РАЗРЕД ОСНОВНЕ ШКОЛЕ, Завод за уџбенике Београд 2008.
Војислав Андрић, Ђорђе Дугошија, Вера Јоцковић, Владимир Мићић: ЗБИРКА ЗАДАТАКА ИЗ МАТЕМАТИКЕ ЗА 5. РАЗРЕД ОСНОВНЕ ШКОЛЕ, Завод за уџбенике, Београд 2007.
Војислав Андрић, Ђорђе Дугошија, Вера Јоцковић, Владимир Мићић: ЗБИРКА ЗАДАТАКА ИЗ МАТЕМАТИКЕ ЗА ОНЕ КОЈИ ЖЕЛЕ И МОГУ ВИШЕ ЗА 5. РАЗРЕД ОСНОВНЕ ШКОЛЕ, Завод за уџбенике Београд 2008.
Војислав Андрић: ДИОФАНТОВЕ ЈЕДНАЧИНЕ ( приручник за додатну наставу у основним и средњим школама ) ИП “Круг”, Београд 2006.
Војислав Андрић: МАТЕМАТИКА 4 (Збирка решених задатака из математике за ученике
4. разреда ОШ ) ИП “Круг”-Београд 2006.
Војислав Андрић: МАТЕМАТИКА X=1236-ПРИРУЧНИК ЗА МАТЕМАТИЧКА ТАКМИЧЕЊА , ИП “Круг” , Београд 2006.

#### Приручници за наставнике
Војислав Андрић, Ђорђе Дугошија, Вера Јоцковић, Владимир Мићић: ПРИРУЧНИК ЗА НАСТАВНИКЕ УЗ УЏБЕНИЧК И КОМПЛЕТ ЗА 8. РАЗРЕД ОСНОВНЕ ШКОЛЕ, Завод за уџбенике, Београд 2011.
Војислав Андрић, Ђорђе Дугошија, Вера Јоцковић, Владимир Мићић: ПРИРУЧНИК ЗА НАСТАВНИКЕ УЗ УЏБЕНИЧК И КОМПЛЕТ ЗА 7. РАЗРЕД ОСНОВНЕ ШКОЛЕ, Завод за уџбенике, Београд 2009.
Војислав Андрић, Ђорђе Дугошија, Вера Јоцковић, Владимир Мићић: ПРИРУЧНИК ЗА НАСТАВНИКЕ УЗ УЏБЕНИЧК И КОМПЛЕТ ЗА 6. РАЗРЕД ОСНОВНЕ ШКОЛЕ, Завод за уџбенике, Београд 2008.
Војислав Андрић, Ђорђе Дугошија, Вера Јоцковић, Владимир Мићић: ПРИРУЧНИК ЗА НАСТАВНИКЕ УЗ УЏБЕНИЧК И КОМПЛЕТ ЗА 5. РАЗРЕД ОСНОВНЕ ШКОЛЕ, Завод за уџбенике, Београд 2007.